# Гонсалу Рамуш
Гонсалу Матіаш Рамуш (порт. Gonçalo Matias Ramos, нар. 20 червня 2001, Ольяу, Алгарве, 	Португалія) — португальський футболіст, нападник клубу «Бенфіка». На умовах оренди виступає за французький клуб «Парі Сен-Жермен».

## Клубна кар'єра
Розпочав футбольну кар'єру в команді «Ольяненсе» з рідного міста Ольяу у 2009 році. У 2013 році став гравцем футбольної академії лісабонської «Бенфіки». 13 січня 2019 року дебютував у складі резервної команди «Бенфіка Б» в матчі португальської Ліги Про проти «Браги Б». У серпні 2019 року Гонсалу продовжив свій контракт з «Бенфікою» до 2024 року. З командою до 19 років став фіналістом Юнацької ліги УЄФА 2019/20, де у фіналі проти мадридського «Реала» відзначився дублем, але його команда програла 2:3.
21 липня 2020 року Рамуш дебютував в основному складі «Бенфіки», вийшовши на заміну замість Піцці на 85-й хвилині матчу португальської Прімейра-ліги проти «Авеша», і за нетривалий час, що залишився до фінального свистка, забив два голи.
Перед початком сезону 2022—2023, за інформацією видання «Record», «Бенфіка» після кваліфікації до Ліги чемпіонів планувала продати Гонсалу Рамуша — конкурента Романа Яремчука, бо головний тренер Роджер Шмідт обрав для себе трьох нападників на сезон: Яремчука, Араужу та Мусу.

## Кар'єра в збірній
Рамуш виступав за юнацькі збірні Португалії різних вікових категорій.
У липні 2019 року у складі збірної Португалії до 19 років зіграв на юнацькому чемпіонаті Європи у Вірменії, ставши найкращим бомбардиром турніру з чотирма голами, а команда здобула срібні нагороди.
З молодіжною командою поїхав на молодіжний чемпіонат Європи 2021 року в Угорщині та Словенії, де в матчі чвертьфіналу проти Італії (5:3) відзначився голом і загалом зігравши у 5 іграх на тому турнірі здобув з командою срібні медалі, програвши у фіналі німцям (0:1).
У вересні 2022 року був вперше викликаний в національну збірну Португалії для участі в матчах Ліги націй УЄФА проти збірних Чехії і Іспанії, проте на поле не з'явився. 10 листопада був включений в офіційну заявку збірної Португалії для участі в матчах чемпіонату світу в Катарі. 17 листопада дебютував за збірну в товариському матчі проти збірної Нігерії, вийшовши на заміну Андре Сілві і відзначився забитим голом. 6 грудня 2022 року вперше вийшов в основному складі збірної Португалії та зробив хет-трик у матчі 1/8 фіналу чемпіонату світу проти команди Швейцарії (6:1). Рамуш став першим з 1990 року футболістом, який зробив хет-трик у плей-оф чемпіонату світу, коли хет-трик зробив Томаш Скугравий у ворота Коста-Рики); також у віці 21 року і 169 днів став наймолодшим гравцем, який зробив хет-трик з чемпіонату світу 1962 року, коли у віці 20 років і 261 дня угорець Флоріан Альберт забив три м'ячі у ворота збірної Болгарії.

## Статистика виступів

### Статистика виступів за збірну
Станом на 26 березня 2023 року
| Дата       | Місто      | Господарі  | Результат | Гості       | Турнір                  | Голи | Примітки |
| ---------- | ---------- | ---------- | --------- | ----------- | ----------------------- | ---- | -------- |
| 17-11-2022 | Лісабон    | Португалія | 4 – 0     | Нігерія     | товариський матч        | 1    | 67'      |
| 24-11-2022 | Доха       | Португалія | 3 – 2     | Гана        | ЧС 2022 - груповий етап | -    | 88'      |
| 28-11-2022 | Лусаїл     | Португалія | 2 – 0     | Уругвай     | ЧС 2022 - груповий етап | -    | 82'      |
| 6-12-2022  | Лусаїл     | Португалія | 6 – 1     | Швейцарія   | ЧС 2022 - 1/8 фіналу    | 3    | 73'      |
| 10-12-2022 | Доха       | Марокко    | 1 – 0     | Португалія  | ЧС 2022 - чвертьфінал   | -    | 69'      |
| 23-3-2023  | Лісабон    | Португалія | 4 – 0     | Ліхтенштейн | Відбір до ЧЄ 2024       | -    | 78'      |
| 26-3-2023  | Люксембург | Люксембург | 0 – 6     | Португалія  | Відбір до ЧЄ 2024       | -    | 64'      |
| Усього     |            | Матчів     | 7         |             | Голів                   | 4    |          |

## Титули і досягнення

### Клубні
«Бенфіка»
- Чемпіон Португалії (1): 2022-23

«Парі Сен-Жермен»
- Чемпіон Франції (2): 2023-24, 2024-25
- Володар Кубка Франції (2): 2023-24, 2024-25
- Володар Суперкубка Франції (2): 2023, 2024
- Переможець Ліги чемпіонів УЄФА (1): 2024-25
- Володар Суперкубка УЄФА (1): 2025

### Збірна
- Переможець Ліги націй УЄФА (1): 2024-25

### Особисті
- «Золотий бутс» чемпіонату Європи (до 19 років): 2019[8]